# Druhý dech (film, 2007)
Druhý dech (v originále Le Deuxième Souffle) je francouzský hraný film z roku 2007, který režíroval Alain Corneau podle románu José Giovanniho. Poprvé adaptaci tohoto románu natočil Jean-Pierre Melville pod totožným názvem už v roce 1966. Snímek měl světovou premiéru na mezinárodním filmovém festivalu v Torontu dne 8. září 2007.

## Děj
Gustave Minda, známý jako Gu, utíká z vězení. Kvůli bezpečí odjíždí s pomocí Manouche a Albana do Itálie. V Marseille, kde čeká na nástup na loď, je mu nabídnuta loupež, která mu umožní zajistit si spokojený život.

## Obsazení
| Daniel Auteuil      | Gustave Minda                 |
| Monica Bellucciová  | Simona                        |
| Michel Blanc        | komisař Blot                  |
| Jacques Dutronc     | Stanislas Orloff              |
| Éric Cantona        | Alban                         |
| Daniel Duval        | Venture Ricci                 |
| Gilbert Melki       | Jo Ricci                      |
| Nicolas Duvauchelle | Antoine                       |
| Jacques Bonnaffé    | Pascal                        |
| Philippe Nahon      | komisař Fardiano              |
| Jean-Paul Bonnaire  | Théo, převaděč                |
| Francis Renaud      | Letourneur                    |
| Stéphane Brel       | Poupon                        |
| Philippe Chaine     | Godefroy                      |
| Gérald Laroche      | šéf                           |
| Benoît Ferreux      | Marcel Stéphanois             |
| Christian Ameri     | Manouche, portýr v restauraci |
| Jean-Claude Dauphin | Jacques, notář                |
| Yves Lambrecht      | Fernand                       |
| Sandra Moreno       | ošetřovatelka                 |
| Jean-Pierre Leclerc | novinář                       |

## Ocenění
- Cena Jacquese Deraye za francouzský kriminální film
- César: nominace v kategorii nejlepší kostýmy (Corinne Jorry)